# 변선미
변선미 (1970년 2월 26일 ~ )는 한국의 여자 성우다. 1990년 CPBC 1기 공채 성우로 데뷔했다.

## 주요 출연작

### 애니메이션
- 건퍼레이드 오케스트라 (애니맥스) - 이시다 사라
- 오거스 02 (투니버스) - 나타르마

### 영화
- 리썰 웨폰 4 (SBS) - 머터프의 작은 딸(에보니 스미스) / 핑(스티븐 램)

### 방송
- 지구촌 사람들 (MBC)
- 나홀로 세계여행 (MBC)

### 라디오
- 1991년 PBC-FM 가요 중계속

### 안내방송
- 1990년 금성사 금성 비디오테이프 주의사항 안내
- 2004년 무궁화 차내 안내방송

### CF
- 오뚜기 마요네스
- 청정원 키즈 마요네즈
- 배스킨라빈스 31
- 존슨앤드존슨 클린 앤 클리어
- 에버랜드
- 바른손 크리아트노트
- 한국코탁 코탁슈퍼크리어 400
- SK텔레콤
- 소니뮤직 세바지가든
- 영풍제약 알카바
- KTF
- 남도대학교
- 해태제과 화이트엔젤
- 스파플러스
- 후지칼라 슈퍼200
- 닥터아토피스
- 동아오츠카 데미소다
- 비너스 누비브라
- 까르푸
- 롯데제과 칙촉
- 아이비
- 웅진 유니아이
- 라네즈 아쿠아 파우더 클린 & 클리어 컨트롤파우더클리어
- 하림 용가리치킨 - 무시무시한하게 맛있는 용가리치킨 (with 심형래)
- 네이버
- 롯데 죠크박
- 손오공 아이독
- 현대카드
- 롯데월드
- 한국GM 레조
- 모자리자 울트라눅스
- 금호생명
- 부광약품 아락실 - (with 최원형)
- 옥시레킷벤키저
- 메이블린 투루일루전
- 기아자동차 카니발
- 강남태양열
- 소망화장품
- 센트롬
- 서울은행
- 현대백화점
- 영한상사 바슈롬
- 두산동아 프라임영한사전
- 프리미엄북스 당신은나의선생님이될수없어요
- 환경부
- 롯데렌터카
- 제일모직 카디날
- 해태전자 바텔AGC식광역삐삐와이드터치에코
- 세계일보 형사콜롬보
- 맥도날드
- 켈로그 첵스초코 - (with 김서영, 남도형)
- SC존슨
- 레이디가구
- 오랄비
- 랑데뷰 UV샴품
- 백세주
- BBQ
- HP
- 피자헛
- 메뉴판닷컴
- 대교
- 아모레퍼시픽 댄트롤
- 큐씨네칼라 (큐닉스컴퓨터)
- 빠이롯트
- 애경포인터
- CJ제일제당
- 웅진씽크빅
- 코카콜라
- 라자가구
- 세종텔레콤
- 온세통신
- 한솔 m.com
- 미미월드 엔젤폰
- 현대해상 하이카
- 에그몽
- 크라운 초코하임
- 물먹는 하마
- 데코광학 조르지오발망
- 예삐꽃빵
- 진로종합식품 진가미숫가루
- 프로야구정보서비스
- 동아제약 암씨롱
- 굳이어타이어
- 동아출판사 황새
- 오뚜기 삐삐면
- 모나미 모나미젤러펜
- 동아오츠카 포카리스웨트
- 삼립식품 타트
- 일경물산 페리엘리스
- 멕시칸치킨
- 에어윅
- 당신이 그려라면 영화
- 018 틴틴 러브레터
- 서울우유 아침에주스
- 롯데제과 동그란 도나츠바 (with 조형기)
- 롯데제과 치즈빼빼로 - 맛과 모양이 듬뿍 롯데 치즈빼빼로 - (with 정종준)
- 롯데제과 칸쵸 - 로티로리편(with 이병진)
- LG유플러스
- 롯데삼강 샤사
- 영진약품 맨소래담
- 삼립식품 샤니팡소프트
- 진주햄 진주 갈비맛 프랑크
- 홍익출판 돌아오지않는여행
- 바른손 크리아트
- 맥스바
- 바른손 시스템 다이어리
- 대웅가스기구 코베어가스버너
- 농심 머그면 - (with 이재은)
- 펩시
- LG생활건강 노비드 - (with 최원형, 한선교)
- 매일유업 카페라떼
- 소니뮤직 CF콜렉션
- 63빌딩
- 오뚜기 - 라면볶이, 스파게티
- 아하교육
- 꽃을든남자 코엔자임Q10포맨
- 돌고래의 신비
- 큐-볼
- 바세린 인텐시브 케어
- 살롱드프로
- 농심 포스틱
- 포스트 콘푸라이트
- 에프킬라
- KFC
- 환타
- 삐콤씨
- 수퍼리치
- 강남보일러 칵스 심야전 (with 최원형)
- 부일이동통신 부일015
- 한덴마크유가공협회 부코치즈
- 레오버넷선연 플라워랜드FDS
- 레오버넷선연 필수베리도우보이
- 해진서관 사랑불변법칙